# Théophile-Stanislas Provost
Pour les articles homonymes, voir Provost.
Théophile-Stanislas Provost (31 juillet 1835 - 23 mai 1904) est un prêtre québécois qui fut à l'origine du mouvement de colonisation matawinien. L'abbé Provost est considéré comme le précurseur du curé Labelle, son œuvre précédant de huit ans celle de ce dernier,. 

## Biographie
Né à Varennes dans le comté de Verchères, Il étudie au collège de Saint-Hyacinthe et au grand séminaire de Montréal. Il devient curé de Saint-Alphonse-Rodriguez en 1860 puis il fonde le village de Saint-Côme en 1862 et le village de Saint-Zénon en 1866.  
Il participe avec Louis-Moïse et Thomas-Léandre Brassard à la colonisation de la Matawinie.
Il publie La Bourse et la Vie : recueil de renseignements utiles et d'informations exactes sur les Cantons du Nord et en particulier sur le territoire de la Mantawa en 1883 à Joliette.

## Commémoration
Le canton de Provost est nommé en son honneur.